# 贝尔福
贝尔福（法語：Belfort，法語發音：[bɛlfɔʁ] ⓘ 或 [befɔʁ]），法国东部城市，勃艮第-弗朗什-孔泰大区贝尔福地区省的一个市镇，是该省的省会和最大的城市，下辖贝尔福区，同时也是大贝尔福城市圈公共社区的中心市镇及办公驻地。贝尔福位于贝尔福地区省中部略偏西，其市镇面积为17.1平方公里，2022年1月1日时的人口数量为45646人，在法国城市中排名第134位。
贝尔福因普法战争期间的贝尔福战役而闻名。在1870年11月到1871年2月间，该城被普鲁士军队围困长达104天而不破，致使贝尔福在普法战争后没有被并入德意志帝国版图。为纪念这一英勇的壮举，著名雕刻家巴托尔迪创作了一座长22米，高11米的雄狮雕塑，被称为“贝尔福雄狮”。现在它已经成为贝尔福的标志。
贝尔福也是一个区域性的工商业中心城市和交通枢纽，当地设有一所工程师学校，世界电气制造商阿尔斯通在贝尔福设有大型工厂。

## 地名来源
“贝尔福”一名来源于“贝尔福土地”（Terre de Belfort），后者为这一区域的历史称谓，首次出现于1226年5月15日签署的《格朗维拉尔条约》（traité de Grandvillars），后来其中心市镇逐渐命名为“贝尔福”。

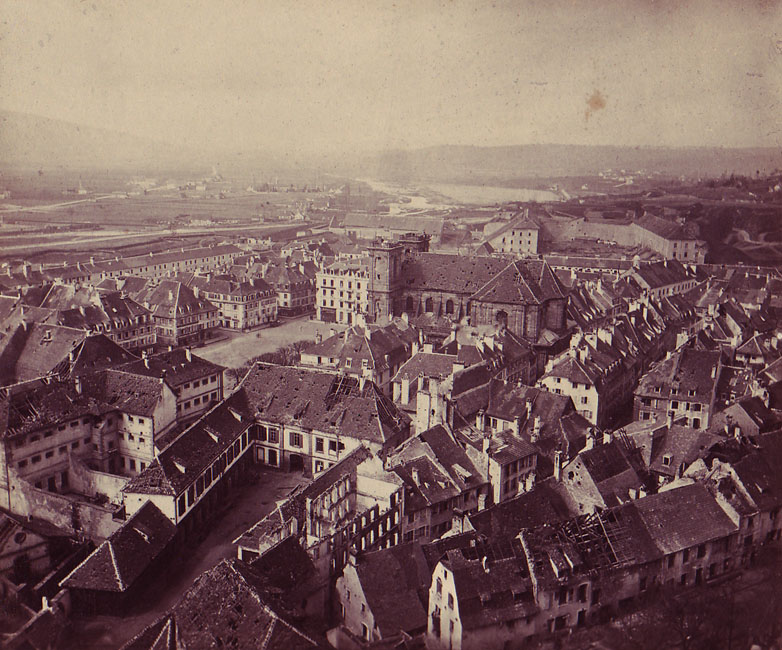
19世纪中期的贝尔福

## 历史
贝尔福在高卢时期属于罗拉克人的活动范围，后被塞夸尼人侵占。公元四至五世纪西罗马帝国時期，贝尔福地区多处遭到外敌入侵。公元843年《凡尔登条约》签订后，贝尔福被划入中法兰克王国，后落入日耳曼人路易之手。1226年签订的《格朗维拉尔条约》使得这一地区获得了一定的自由贸易权，促使当地的商业的发展。14世纪英法百年战争期间，贝尔福曾成为勃艮第公国的土地，后易主哈布斯堡王朝。17世纪的三十年战争后，根据《威斯特伐利亚和约》，贝尔福及整个阿尔萨斯地区被划入法兰西王国。法国大革命后，贝尔福成为上莱茵省的一个副省会，并在工业革命期间成为一个工矿业城市和交通枢纽。19世纪普法战争时期，贝尔福当地居民和士兵顽强抵抗，被普鲁士军队围困长达104天（1870年11月到1871年2月）而不破，致使贝尔福在普法战争后没有被并入德意志帝国版图。为纪念这一英勇的壮举，雕刻家巴托尔迪创作了一座长22米，高11米的雄狮雕塑，被称为“贝尔福雄狮”，成为贝尔福的标志。而留在法国境内的贝尔福则单独划为一个省，以“贝尔福地区”命名，编号为90。第一次世界大战后，贝尔福地区省并未重新划入收复的上莱茵省。1982年，贝尔福地区省和另外3个省组建成为弗朗什-孔泰大区，后者于2016年1月1日与勃艮第大区合并，成为勃艮第-弗朗什-孔泰大区。

## 地理

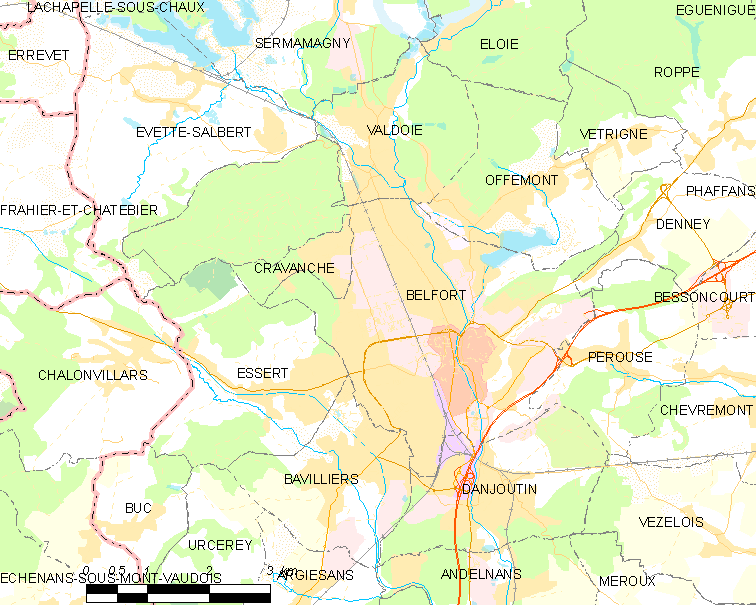
贝尔福市镇范围地图

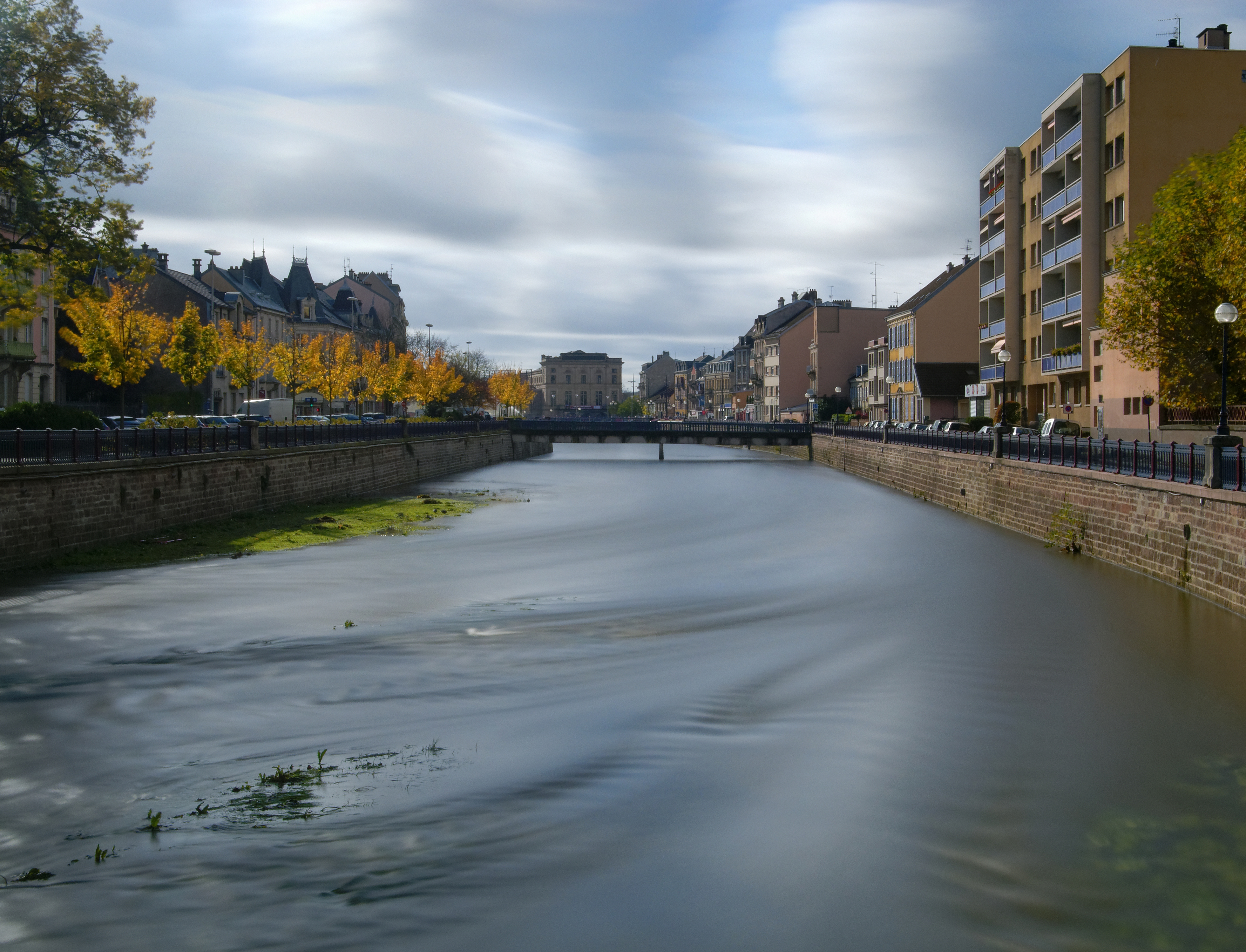
流经贝尔福市区的萨武勒斯河

贝尔福位于法国东北部，勃艮第-弗朗什-孔泰大区东部和贝尔福地区省中西部，距离法国首都巴黎大约410公里。与贝尔福接壤的市镇包括：巴维耶、克拉旺什、当茹坦、代内、埃塞尔、埃韦特-萨尔贝、奥夫蒙、佩鲁斯、瓦尔杜瓦。市区沿铁路线大致呈南北走向，其中老城区位于铁路线东侧。

### 地形
贝尔福位于孚日山和汝拉山之间的过渡地带，境内地势北高南低，海拔在354到650米之间。

### 水文
萨武勒斯河自北向南流经贝尔福市区，属于法国五大河流之一的罗讷河水系。

### 植被
贝尔福属于温带落叶林区，市中心的埃塞尔树林公园（Parc du Bois d'Essert）是当地的重要城市绿地，市区周边还有大片天然林地分布。
在鲜花城市的评比中，贝尔福被评为4星级（最高级）鲜花城市。

### 气候
贝尔福在柯本气候分类法中属于带有大陆性特征的温带海洋性气候，平均气温偏低，冬季偶有极端气温出现。
| 贝尔福-枫丹 （1973年－2019年） （日照数据取自米卢斯-巴塞尔气象站） | 贝尔福-枫丹 （1973年－2019年） （日照数据取自米卢斯-巴塞尔气象站） | 贝尔福-枫丹 （1973年－2019年） （日照数据取自米卢斯-巴塞尔气象站） | 贝尔福-枫丹 （1973年－2019年） （日照数据取自米卢斯-巴塞尔气象站） | 贝尔福-枫丹 （1973年－2019年） （日照数据取自米卢斯-巴塞尔气象站） | 贝尔福-枫丹 （1973年－2019年） （日照数据取自米卢斯-巴塞尔气象站） | 贝尔福-枫丹 （1973年－2019年） （日照数据取自米卢斯-巴塞尔气象站） | 贝尔福-枫丹 （1973年－2019年） （日照数据取自米卢斯-巴塞尔气象站） | 贝尔福-枫丹 （1973年－2019年） （日照数据取自米卢斯-巴塞尔气象站） | 贝尔福-枫丹 （1973年－2019年） （日照数据取自米卢斯-巴塞尔气象站） | 贝尔福-枫丹 （1973年－2019年） （日照数据取自米卢斯-巴塞尔气象站） | 贝尔福-枫丹 （1973年－2019年） （日照数据取自米卢斯-巴塞尔气象站） | 贝尔福-枫丹 （1973年－2019年） （日照数据取自米卢斯-巴塞尔气象站） | 贝尔福-枫丹 （1973年－2019年） （日照数据取自米卢斯-巴塞尔气象站） |
| 月份                                                               | 1月                                                                | 2月                                                                | 3月                                                                | 4月                                                                | 5月                                                                | 6月                                                                | 7月                                                                | 8月                                                                | 9月                                                                | 10月                                                               | 11月                                                               | 12月                                                               | 全年                                                               |
| ------------------------------------------------------------------ | ------------------------------------------------------------------ | ------------------------------------------------------------------ | ------------------------------------------------------------------ | ------------------------------------------------------------------ | ------------------------------------------------------------------ | ------------------------------------------------------------------ | ------------------------------------------------------------------ | ------------------------------------------------------------------ | ------------------------------------------------------------------ | ------------------------------------------------------------------ | ------------------------------------------------------------------ | ------------------------------------------------------------------ | ------------------------------------------------------------------ |
| 历史最高温 °C（°F）                                                | 16.9 (62.4)                                                        | 19.9 (67.8)                                                        | 34.7 (94.5)                                                        | 27.7 (81.9)                                                        | 32.1 (89.8)                                                        | 34.7 (94.5)                                                        | 38.1 (100.6)                                                       | 37.8 (100.0)                                                       | 30.7 (87.3)                                                        | 27 (81)                                                            | 23.1 (73.6)                                                        | 16.8 (62.2)                                                        | 38.1 (100.6)                                                       |
| 平均高温 °C（°F）                                                  | 3.6 (38.5)                                                         | 5.2 (41.4)                                                         | 10.0 (50.0)                                                        | 14.1 (57.4)                                                        | 18.4 (65.1)                                                        | 22.0 (71.6)                                                        | 24.4 (75.9)                                                        | 23.7 (74.7)                                                        | 20.1 (68.2)                                                        | 14.6 (58.3)                                                        | 7.9 (46.2)                                                         | 4.2 (39.6)                                                         | 14.0 (57.2)                                                        |
| 日均气温 °C（°F）                                                  | 1.1 (34.0)                                                         | 2.1 (35.8)                                                         | 6.0 (42.8)                                                         | 9.5 (49.1)                                                         | 13.6 (56.5)                                                        | 17.0 (62.6)                                                        | 19.2 (66.6)                                                        | 18.6 (65.5)                                                        | 15.4 (59.7)                                                        | 10.9 (51.6)                                                        | 5.2 (41.4)                                                         | 1.9 (35.4)                                                         | 10.0 (50.1)                                                        |
| 平均低温 °C（°F）                                                  | −1.3 (29.7)                                                        | −1.1 (30.0)                                                        | 2.1 (35.8)                                                         | 4.7 (40.5)                                                         | 8.7 (47.7)                                                         | 11.8 (53.2)                                                        | 13.9 (57.0)                                                        | 13.5 (56.3)                                                        | 10.7 (51.3)                                                        | 7.1 (44.8)                                                         | 2.4 (36.3)                                                         | −0.3 (31.5)                                                        | 6.0 (42.8)                                                         |
| 历史最低温 °C（°F）                                                | −20.6 (−5.1)                                                       | −16.1 (3.0)                                                        | −13.3 (8.1)                                                        | −6.1 (21.0)                                                        | −3 (27)                                                            | 1 (34)                                                             | 6 (43)                                                             | 1 (34)                                                             | −5.3 (22.5)                                                        | −11 (12)                                                           | −9.5 (14.9)                                                        | −15.5 (4.1)                                                        | −20.6 (−5.1)                                                       |
| 平均降水量 mm（）                                                  | 88.8 (3.50)                                                        | 62.1 (2.44)                                                        | 75.5 (2.97)                                                        | 52.7 (2.07)                                                        | 89.2 (3.51)                                                        | 68.4 (2.69)                                                        | 54.7 (2.15)                                                        | 77.1 (3.04)                                                        | 78.5 (3.09)                                                        | 91.5 (3.60)                                                        | 70.8 (2.79)                                                        | 89.9 (3.54)                                                        | 899.2 (35.39)                                                      |
| 月均日照時數                                                       | 74                                                                 | 94.1                                                               | 138.1                                                              | 176.1                                                              | 200.1                                                              | 226                                                                | 241.3                                                              | 227.7                                                              | 164.3                                                              | 118.5                                                              | 67.8                                                               | 55.1                                                               | 1,783.1                                                            |
| 来源：infoclimat.fr                                                |                                                                    |                                                                    |                                                                    |                                                                    |                                                                    |                                                                    |                                                                    |                                                                    |                                                                    |                                                                    |                                                                    |                                                                    |                                                                    |

## 交通

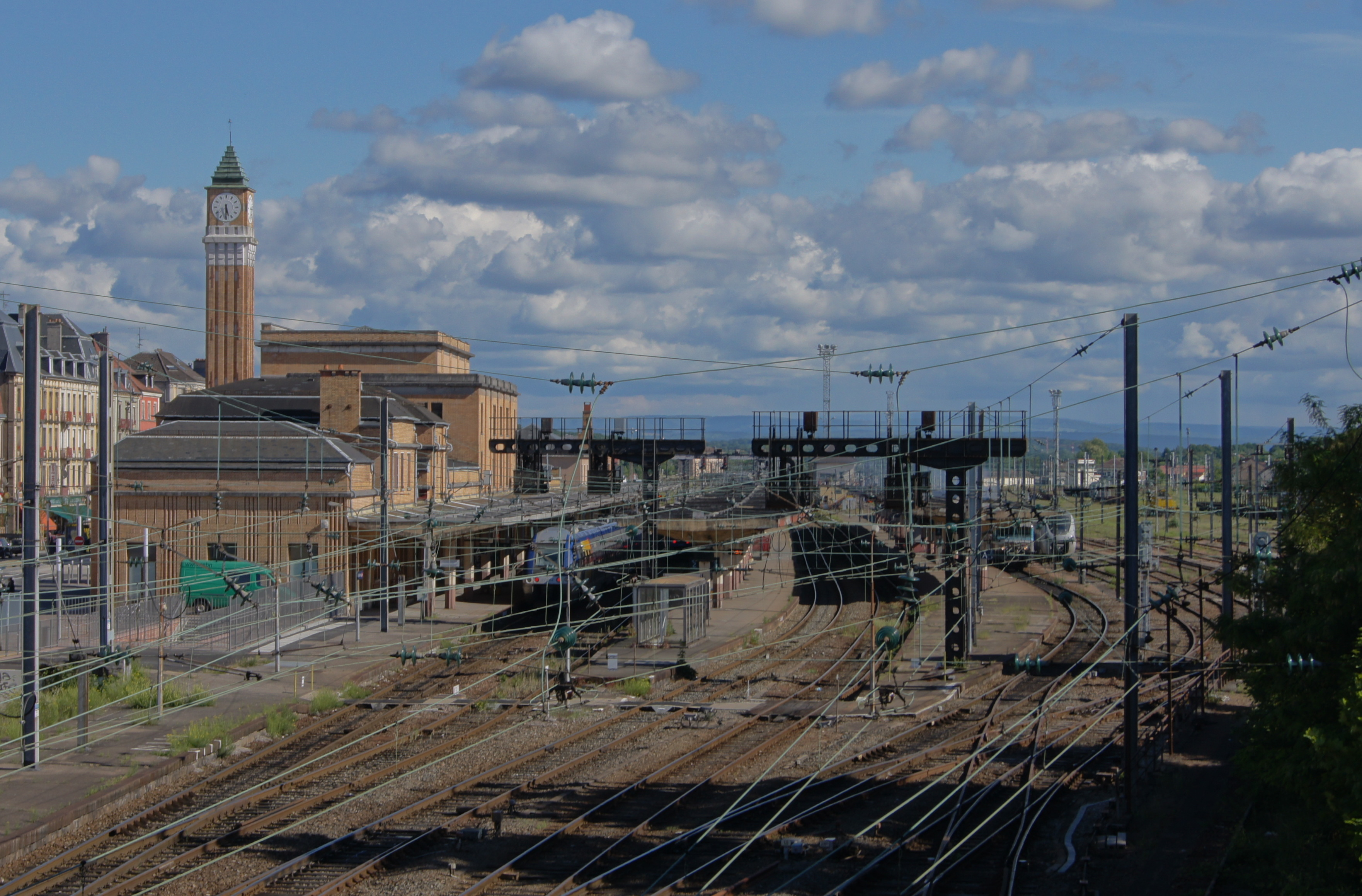
贝尔福火车站全景

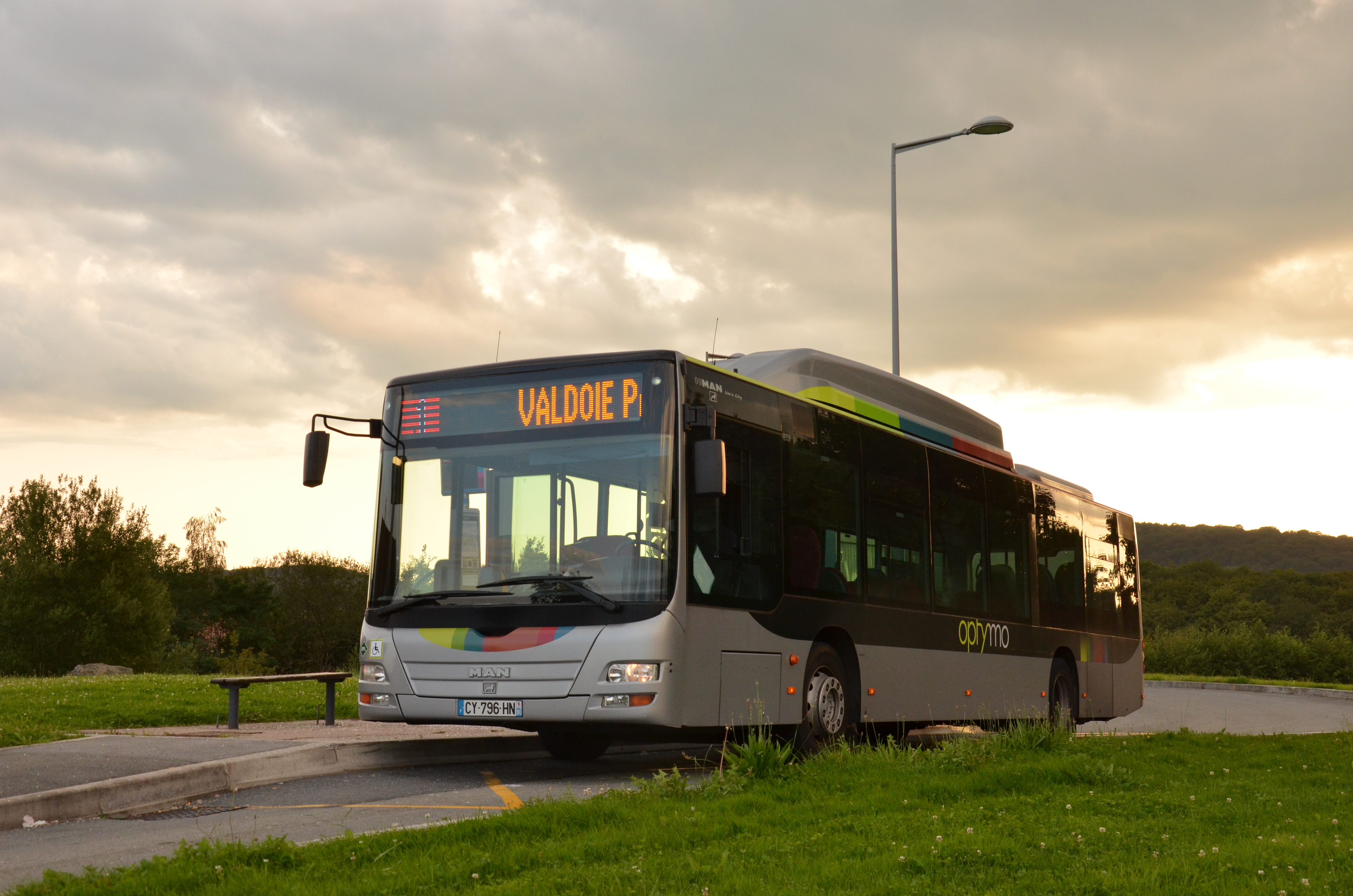
贝尔福的一辆公共汽车

### 公路
法国国家A36号高速公路及多条贝尔福地区省省道在贝尔福境内交汇，有校车线路可前往周边部分市镇。一些国际性的汽车公司提供途径贝尔福市区的长途客运线路，可前往巴黎、里昂、弗赖堡、斯特拉斯堡、蒙彼利埃等地。
2017年，63.7%的贝尔福家庭拥有至少一辆私人汽车。2019年，贝尔福境内共发生各类交通事故7起，造成7人受伤。

### 铁路
贝尔福是法国东部的一个铁路枢纽，巴黎－米卢斯铁路和多勒－贝尔福铁路在此交汇。贝尔福站位于贝尔福市中心，该站每天开行直达巴黎、里昂、米卢斯、贝桑松、特鲁瓦、埃皮纳勒等地的区域列车，2018年，该站共发送旅客100.7万人次，是法国铁路系统当中的b类车站。
2011年12月建成通车的法国高速铁路莱茵河－罗讷河线经过贝尔福地区，并在市区南部设有贝尔福-蒙贝利亚尔TGV站，该站每天停靠往返于巴黎和米卢斯之间的高速列车，以及前往里昂、马赛、蒙彼利埃、斯特拉斯堡、第戎、瑞士苏黎世及德國法兰克福等地的长途高速列车。自2018年12月起，连接该站的贝尔福－代勒铁路开始运行，可通过通勤列车前往贝尔福市区及瑞士边界的代勒火车站。

### 航空
距离贝尔福最近的民用航空站为巴塞尔-米卢斯-弗赖堡欧洲机场，距离贝尔福市区大约65公里。

### 城市公共交通
1898至1952年间，贝尔福市区曾有老式有轨电车运行，后因私家车的兴起而停运。无轨电车则于1972年取消。
贝尔福城市公共交通（商业名称为）由当地政府直接出资运营和管理。截止2020年1月，该交通线路网共包括5条大容量公交线和25条常规公交线，并提供校车和定制线路服务，其线路网覆盖了贝尔福地区省境内的所有市镇。

## 行政区划
贝尔福是法国勃艮第-弗朗什-孔泰大区贝尔福地区省的一个市镇，编号为90010，它也是贝尔福地区省的省会。贝尔福下辖贝尔福区，隶属于贝尔福地区省第一选区和第二选区，管理贝尔福第一县、第二县和第三县，同时也是大贝尔福城市圈公共社区的办公驻地。
贝尔福市镇被划为9个街区，并实行街区自治制度。
法国国家统计与经济研究所（简称）在进行数据统计时，将贝尔福及相邻的另外17个市镇设为贝尔福城市核心区，并将包括核心区在内的周边共68个市镇划为贝尔福城市区。自2020年起，贝尔福城市区被包含91个市镇的贝尔福城市辐射区代替。此外，还将贝尔福市镇分为了20个“块区”（IRIS），以便于统计人口分布情况。

## 政治

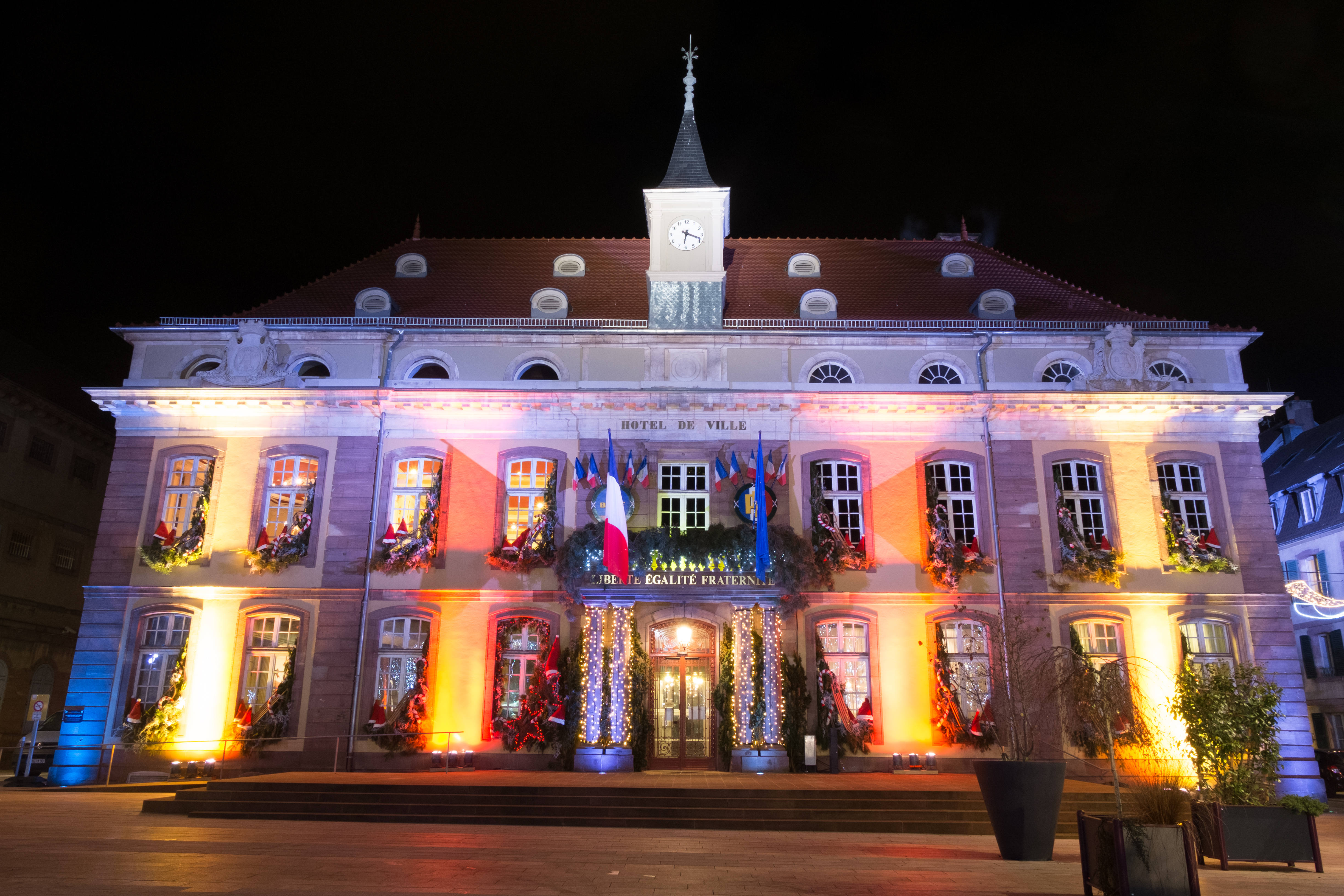
贝尔福市政厅大楼

贝尔福的现任市长为达米安·梅洛先生，为共和党的一名成员，他在2014年的市政选举中获得了47.38%的支持率。2017年的法国总统大选中，勝選的法国第25任总统埃马纽埃尔·马克龙在贝尔福获得了67.38%的支持率。
| 贝尔福历届市长 |                        |                             |
| 任期           | 市长                   | 党派                        |
| 1945年－1946年 | 皮埃尔·德雷富斯-施密特 | RAD激进党                   |
| 1946年－1958年 | 于贝尔·梅茨格          | 不详                        |
| 1958年－1964年 | 皮埃尔·德雷富斯-施密特 | UPR进步者联盟               |
| 1964年－1971年 | 让·勒盖                | 不详                        |
| 1971年－1974年 | 让·巴伊                | UDR共和国保卫联盟           |
| 1974年－1977年 | 皮埃尔·博内夫          | UDR共和国保卫联盟           |
| 1977年－1983年 | 埃米尔·热昂            | PS社会党                    |
| 1983年－1997年 | 让-皮埃尔·舍韦内芒     | PS社会党 →MDC公民运动       |
| 1997年－2001年 | 雅基·德鲁埃            | MDC公民运动                 |
| 2001年－2007年 | 让-皮埃尔·舍韦内芒     | MRC公民與共和運動           |
| 2007年－2014年 | 艾蒂安·比茨巴克        | MRC公民與共和運動 →PS社会党 |
| 2014年－       | 达米安·梅洛            | UMP人民运动联盟 →LR共和黨   |

## 人口
2018年，贝尔福市镇人口数量为46,954，在法国排名第140位。其中男性23,905人，女性23,751人，75岁及以上人口占7.7%，外籍人口数量为13,769人，人口密度为2,746人/平方公里，当地居民被称为（男性）或（女性）。2019年，贝尔福境内出生523人，死亡人口406人。
| 年份   | 1936   | 1946   | 1954   | 1962   | 1968   | 1975   | 1982   | 1990   | 1999   | 2006   | 2011   | 2016   | 2018   |
| ------ | ------ | ------ | ------ | ------ | ------ | ------ | ------ | ------ | ------ | ------ | ------ | ------ | ------ |
| 人口數 | 45,625 | 37,387 | 43,434 | 48,070 | 53,214 | 54,615 | 51,206 | 50,125 | 50,417 | 50,863 | 50,128 | 48,973 | 46,954 |

## 经济

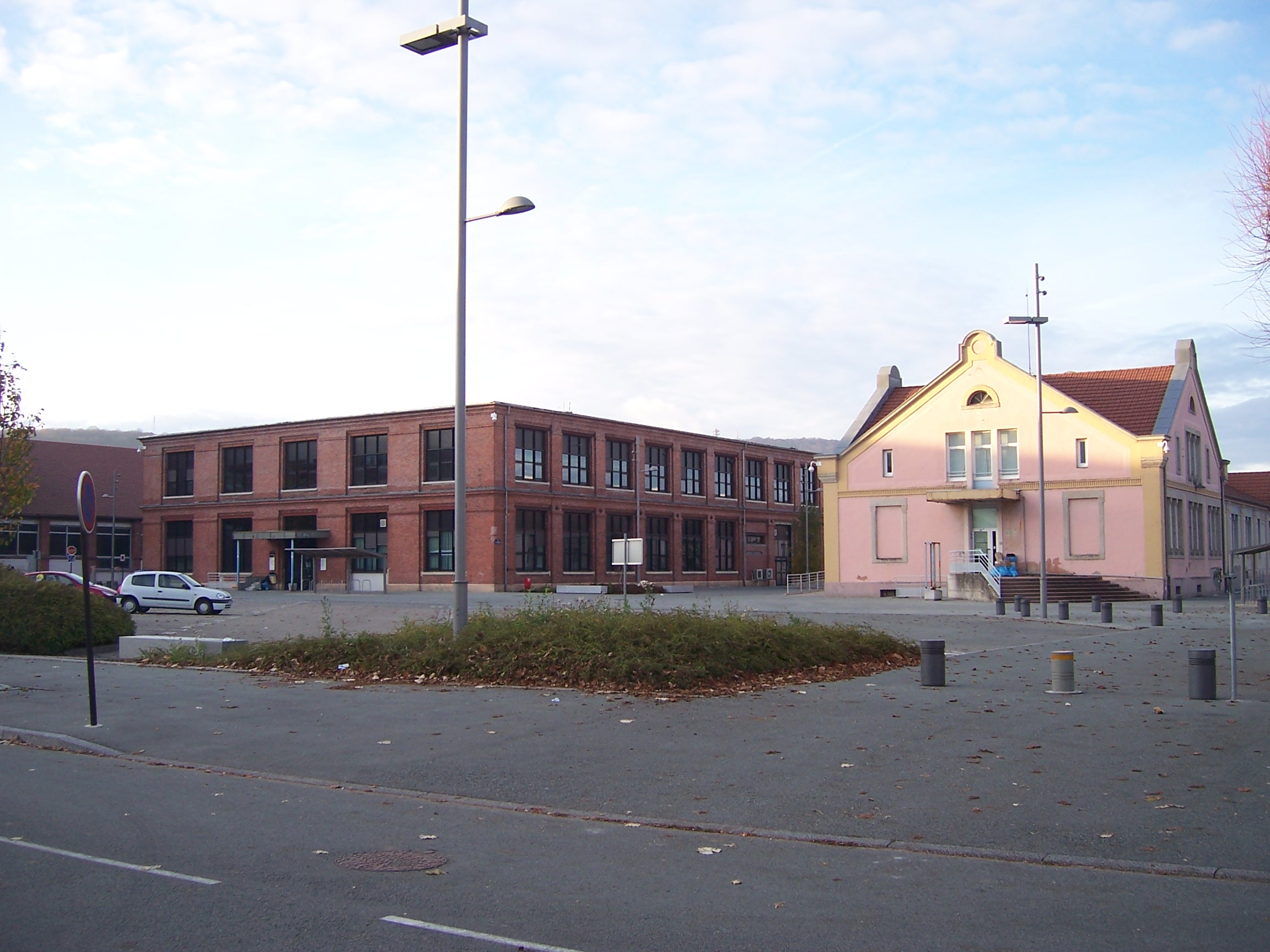
贝尔福科技园

贝尔福是法国东部重要的工业城市，贝尔福地区工商局驻地，法国重要电子企业布尔电脑曾将总部设立于此。而跨国电气制造商阿尔斯通亦在贝尔福境内设有大型工厂。
截至2021年4月，贝尔福境内共有各类用人单位5,997家，平均历史为16年，其中98.88%为中小型企业（PME）。（制药）、（发动机制造）及（木材销售）是当地2019年营业额最高的三个企业，分别为2,165,543,008欧元、1,137,018,290欧元和113,961,953欧元。

## 财政收入
2019年，贝尔福的财政收入总额为74,812,900欧元，财政支出总额为66,027,500欧元，当年的债务总额为70,897,900欧元。2020年，贝尔福共获得15,908,816欧元的国家财政补助，与上一年持平。
2017年，贝尔福的人均月收入总额为2,222欧元，其中高级职员为3,704欧元，低于法国平均水平（4,214欧元）；中级职员为2,186欧元，低于法国平均水平（2,353欧元）；普通职员为1,603欧元，亦低于法国平均水平（1,690欧元）。
2017年，贝尔福境内的青壮年（15至64岁）失业率为22.2%，当地45%的家庭拥有纳税资格，平均纳税2,944欧元，低于法国平均水平（3,888欧元）。

## 社会事务

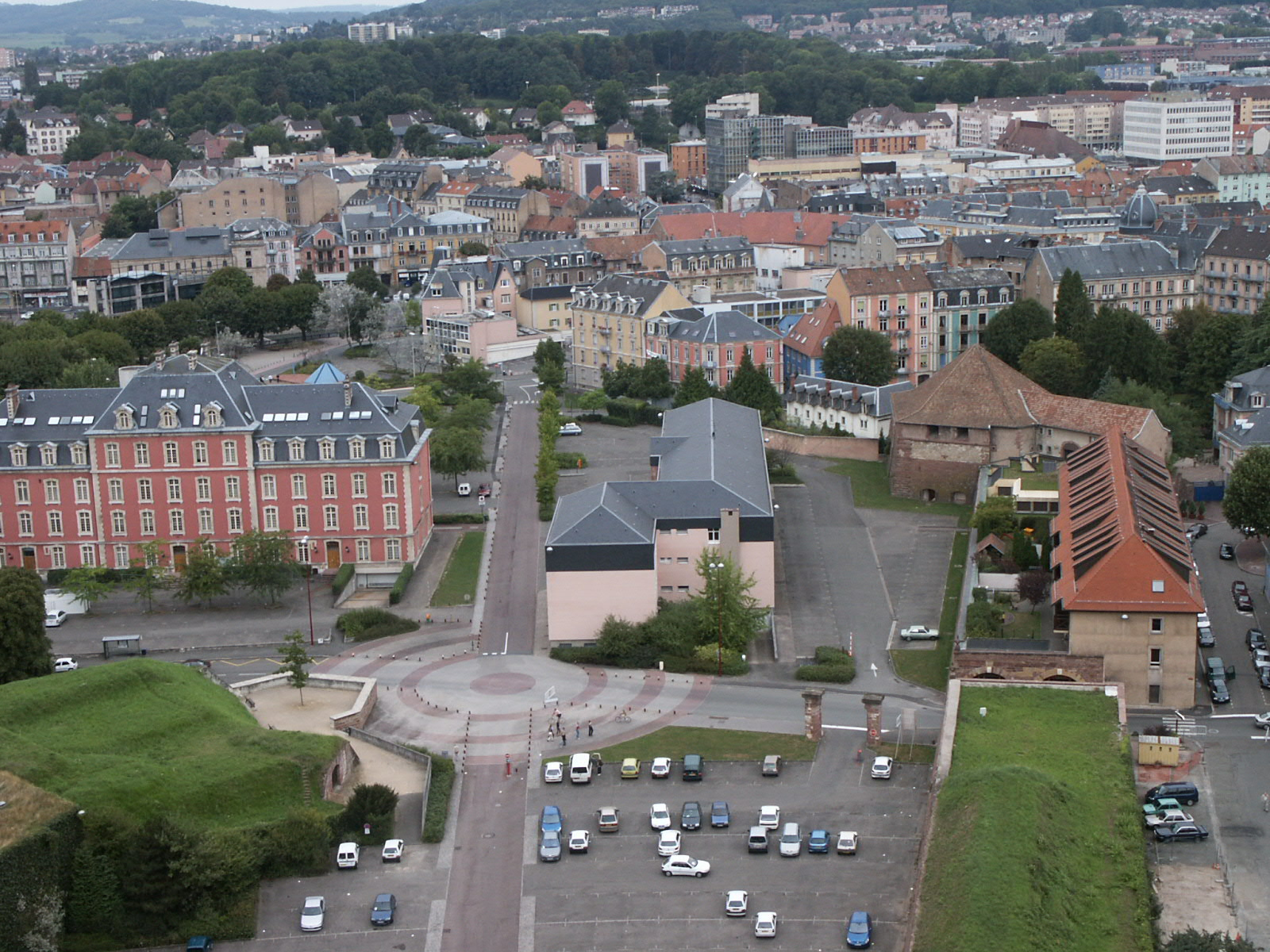
贝尔福市区西部远眺

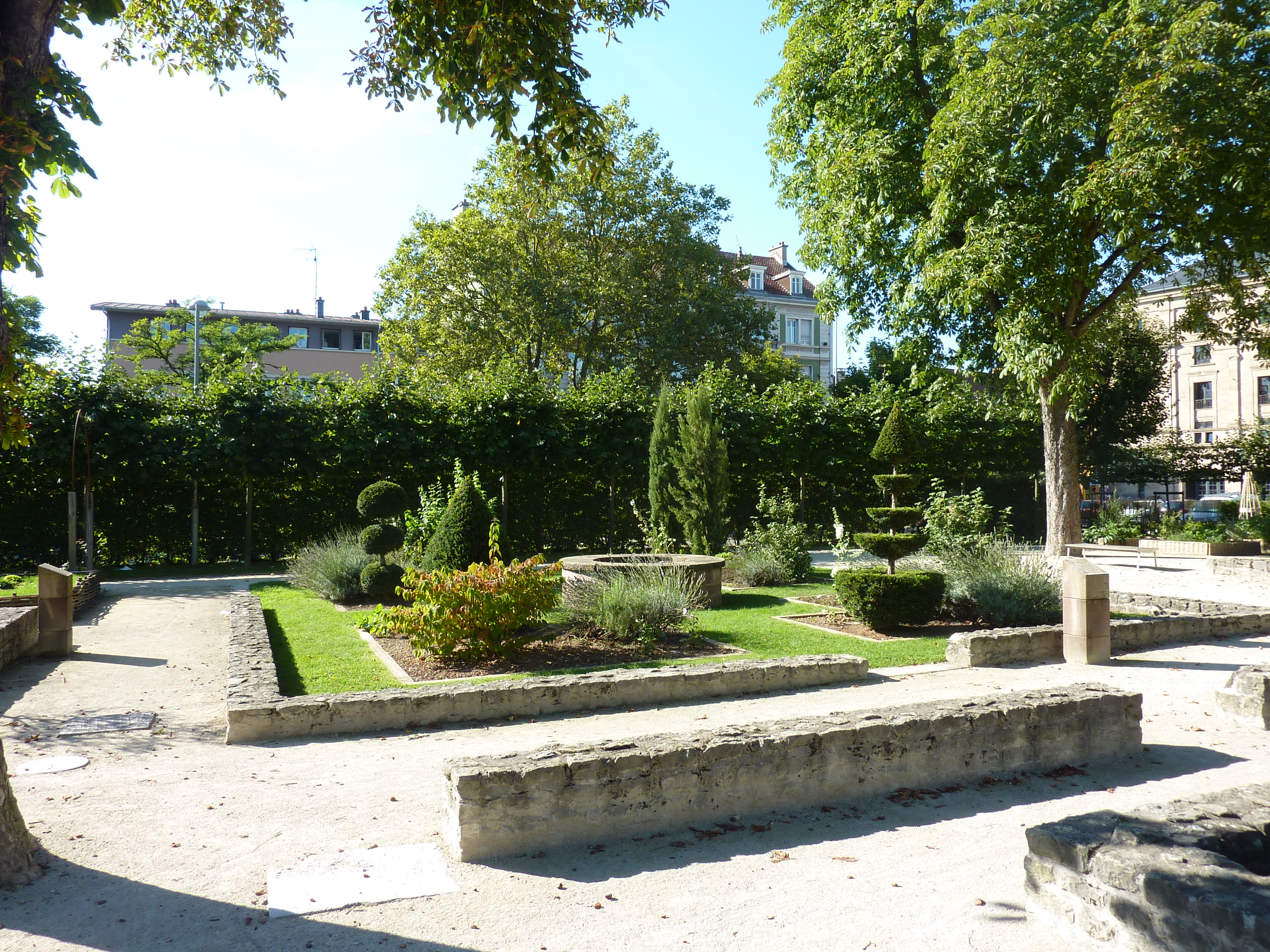
卡普桑花园

### 教育
贝尔福属于贝桑松学区。截止2017年1月1日，贝尔福境内共有16所幼儿园、20所小学、7所初级中学、5所普通高中和4所职业高中。2018至2019学年度，贝尔福境内共有学生7,539名。鲁-福勒罗高级中学是当地规模最大的高级中学，2018年共有学生数量1,600名。
在高等教育方面，贝尔福-蒙贝利亚尔科技大学建于1999年，自2018年起成为法国205所工程师大学校之一。弗朗什-孔泰大学在贝尔福亦设有一个应用科技学院。

### 医疗
截止2019年1月1日，贝尔福境内共有全科医生47名、保健师40名、牙医35名、护士49名、耳科医生4名、眼科医生3名、皮肤科医生2名、助产士7名、儿科医生4名和妇科医生10名。境内共有药房24家、养老院4家、残疾人帮扶中心4家。
北弗朗什-孔泰医院，又名“贝尔福-蒙贝利亚尔中心医院”（Centre Hospitalier de Belfort - Montbéliard），是法国的一个区域性医疗机构，其主病区位于贝尔福西南的特雷沃南境内，设有床位817个，是当地规模最大的公立综合性医院，该机构在贝尔福市区也设有一个病区。

### 住房
2017年，贝尔福境内共有各类住房27,336套，其中13.1%为独立式居民区，86.1%为集中式居民区。常住房屋占贝尔福市镇范围内居民建筑总量的87.8%。
在住房保障政策方面，2017年，贝尔福境内共有9,260户家庭获得了住房经济补助，受益人数占总人口数量的19.4%，其中8,999份为房租补助。

### 商业
2019年，贝尔福境内共有各类实体商铺1,146家，其中餐厅195家、大型超市14家、杂货店10家、面包房40家、肉铺22家、书店12家、装饰品店1家、银行门店29家、美容美发店85家、汽车维修店54家。市区南部设有大型商业中心。

### 体育
2019年，贝尔福境内共有2家游泳池、20间体育馆、8座综合体育场、9处网球场、14处足球或橄榄球场以及12处篮球或排球场。
截至2021年4月，贝尔福境内共有11家注册足球俱乐部，其中包括2家五人制足球队。貝爾福市體育會是当地的代表性足球俱乐部，该队成立于1947年，2020至2021赛季参加法国全国乙组联赛（法丁，业余），曾因在2020年的法国杯中连续击败了三支职业球队（南锡、阿雅克肖和蒙彼利埃）而受到关注，其主场罗歇·塞尔济安体育场可同时容纳5,500名观众，是当地规模最大的体育设施。

### 环境
贝尔福地区的环境事务由大贝尔福城市圈公共社区负责管理。2019年，贝尔福境内共有7家污染企业。

### 治安
2014年，贝尔福及附近地区共发生各类案件4,447起，其中盗窃类案件2,521起，经济类案件441起，毒品交易类案件310起。

## 文化
2017年，贝尔福境内共有4个剧场、1个电影院、2座博物馆和1个音乐厅。贝尔福市政府提供多媒体中心，向公众全年开放。

### 建筑
贝尔福境内有多处法国国家文物保护单位，其中贝尔福雄狮是当地的标志性建筑物。

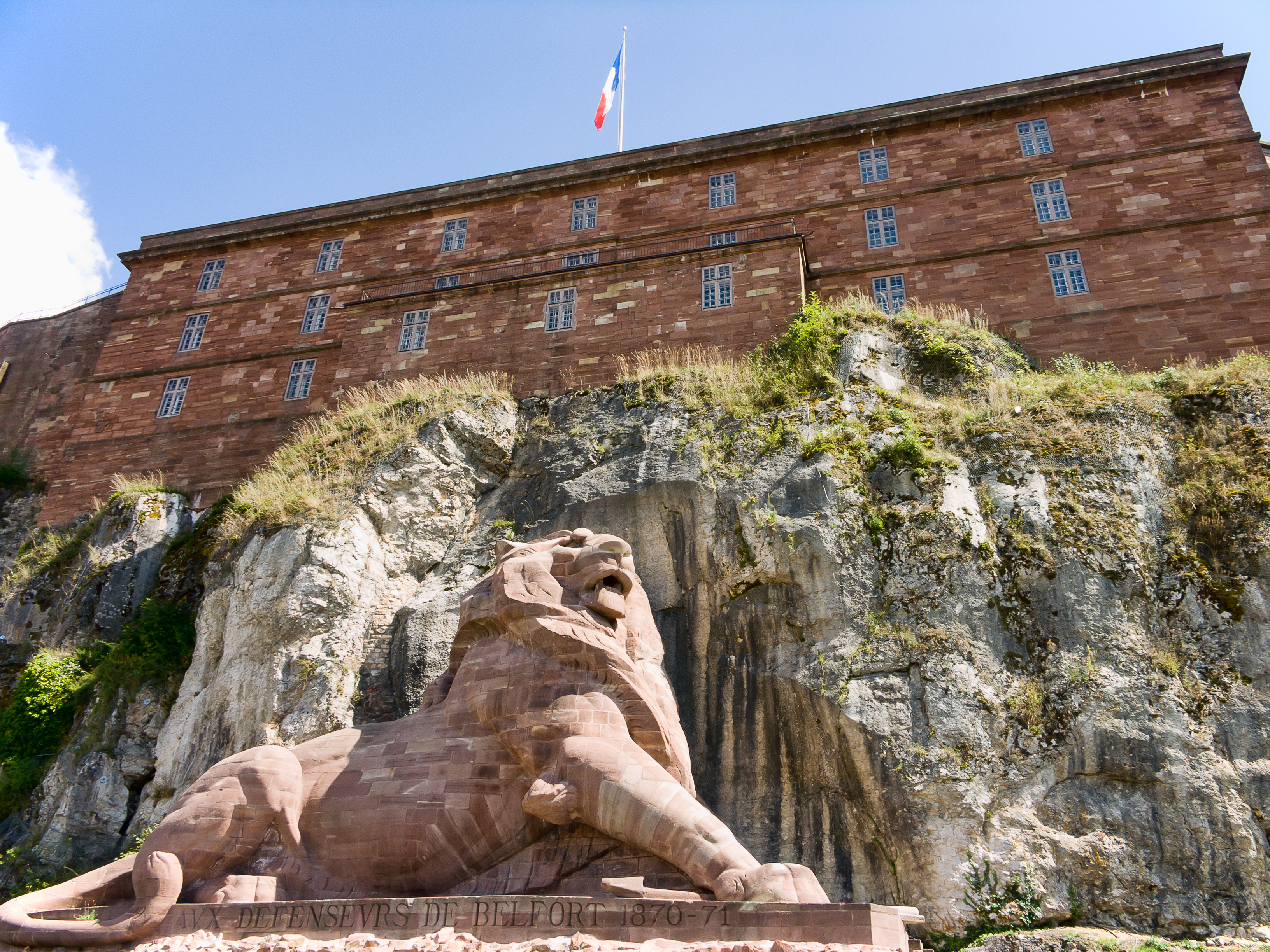
贝尔福雄狮
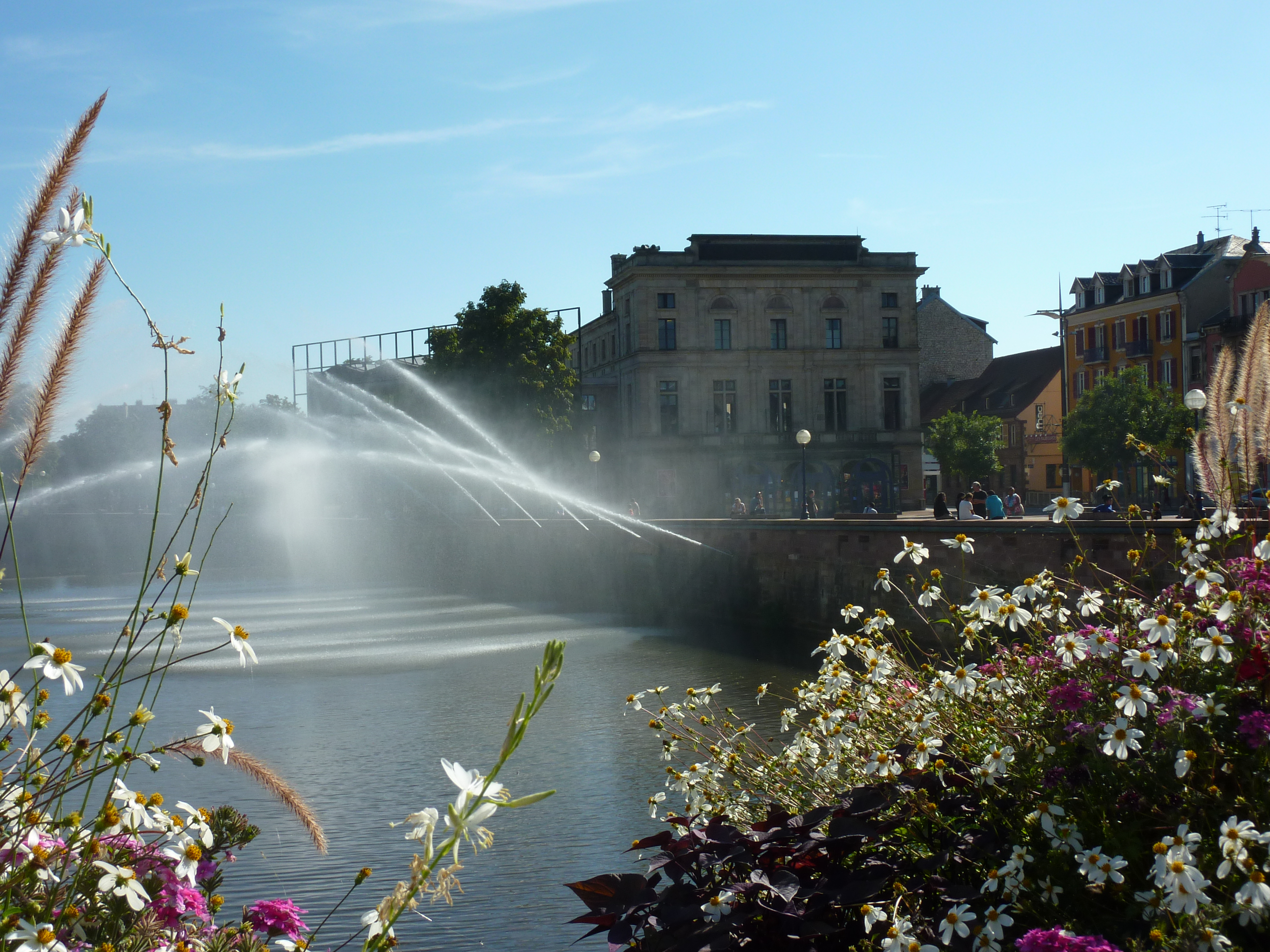
卡诺桥（Carnot）与剧院
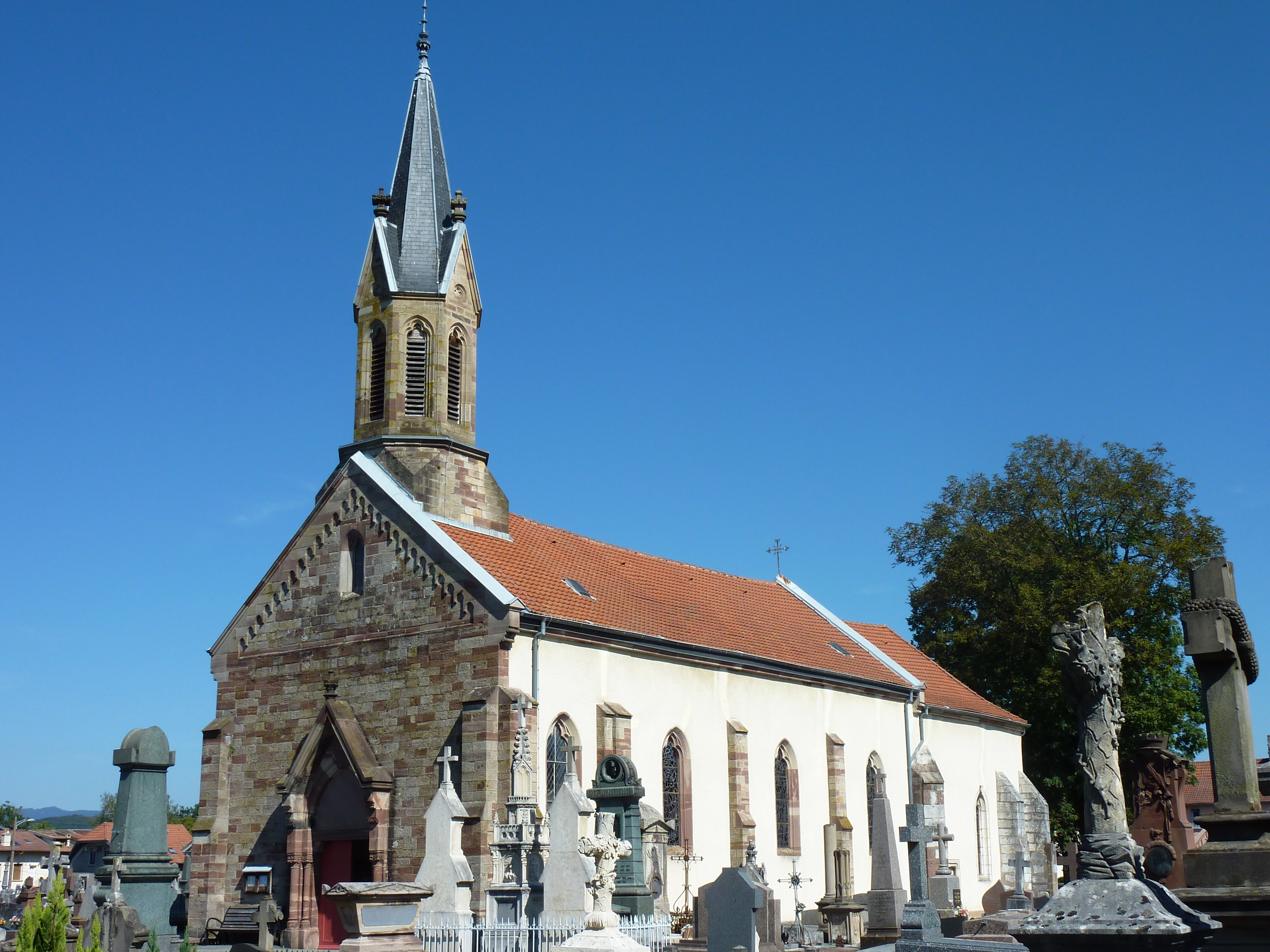
小教堂
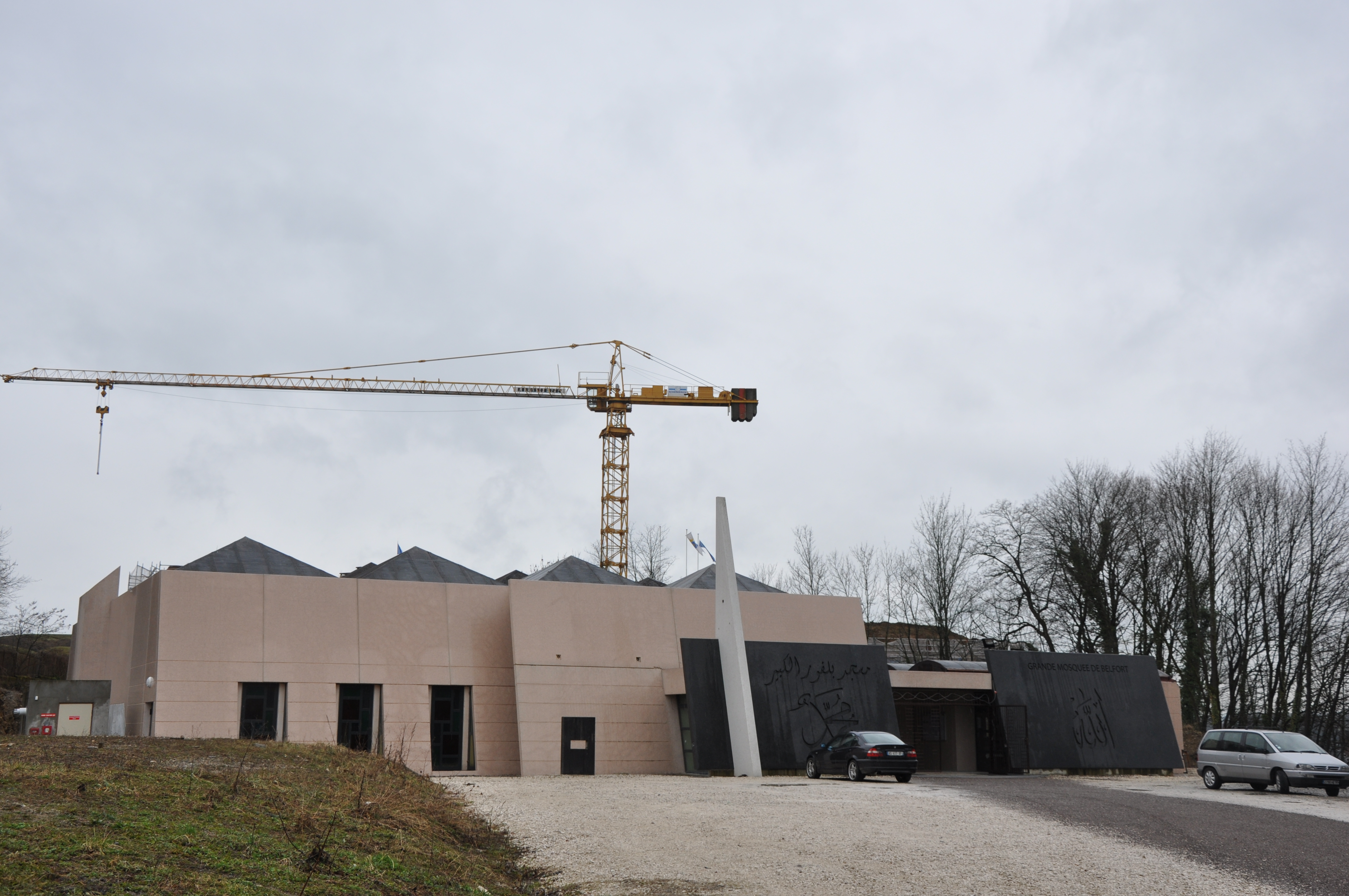
贝尔福大清真寺
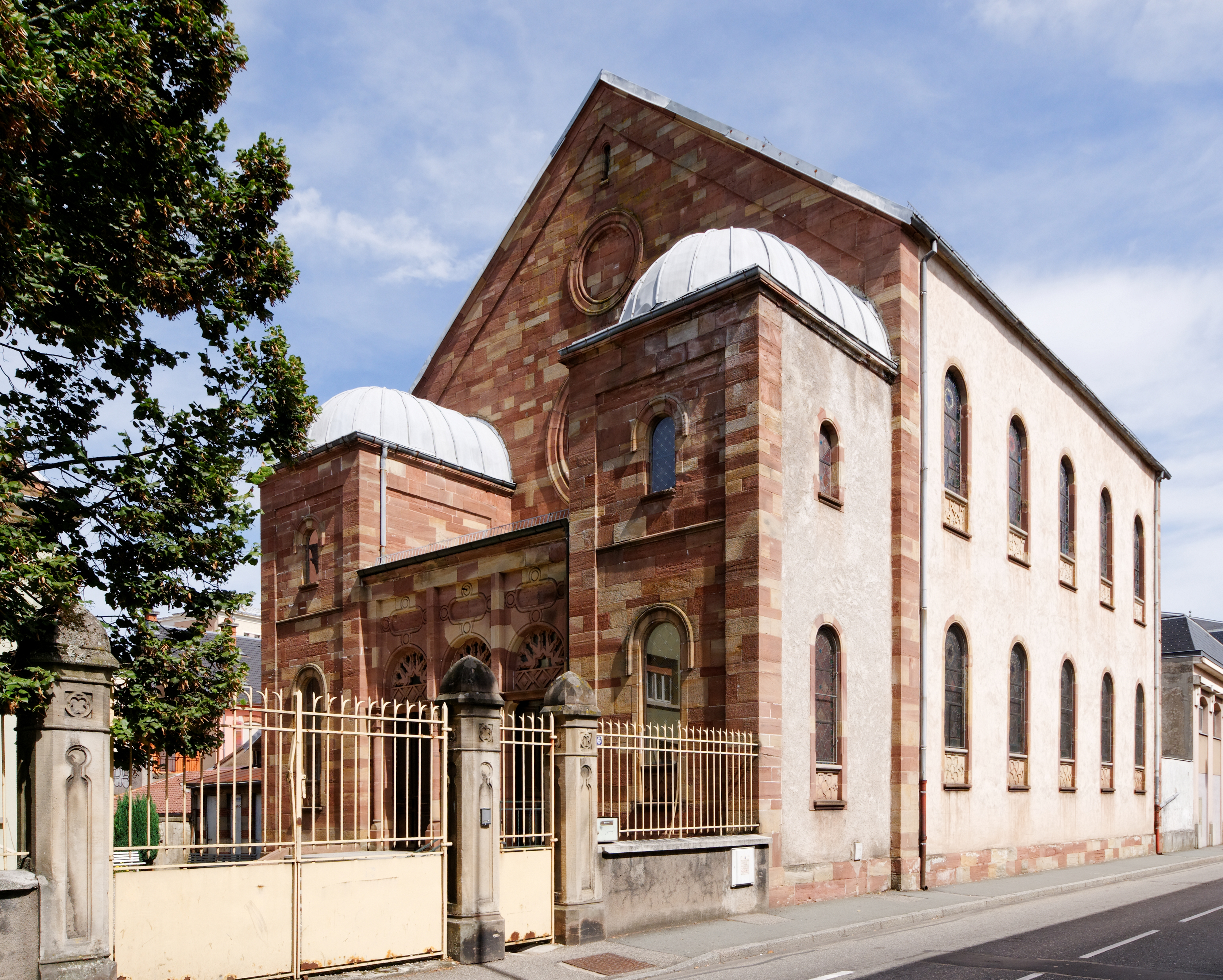
犹太教堂
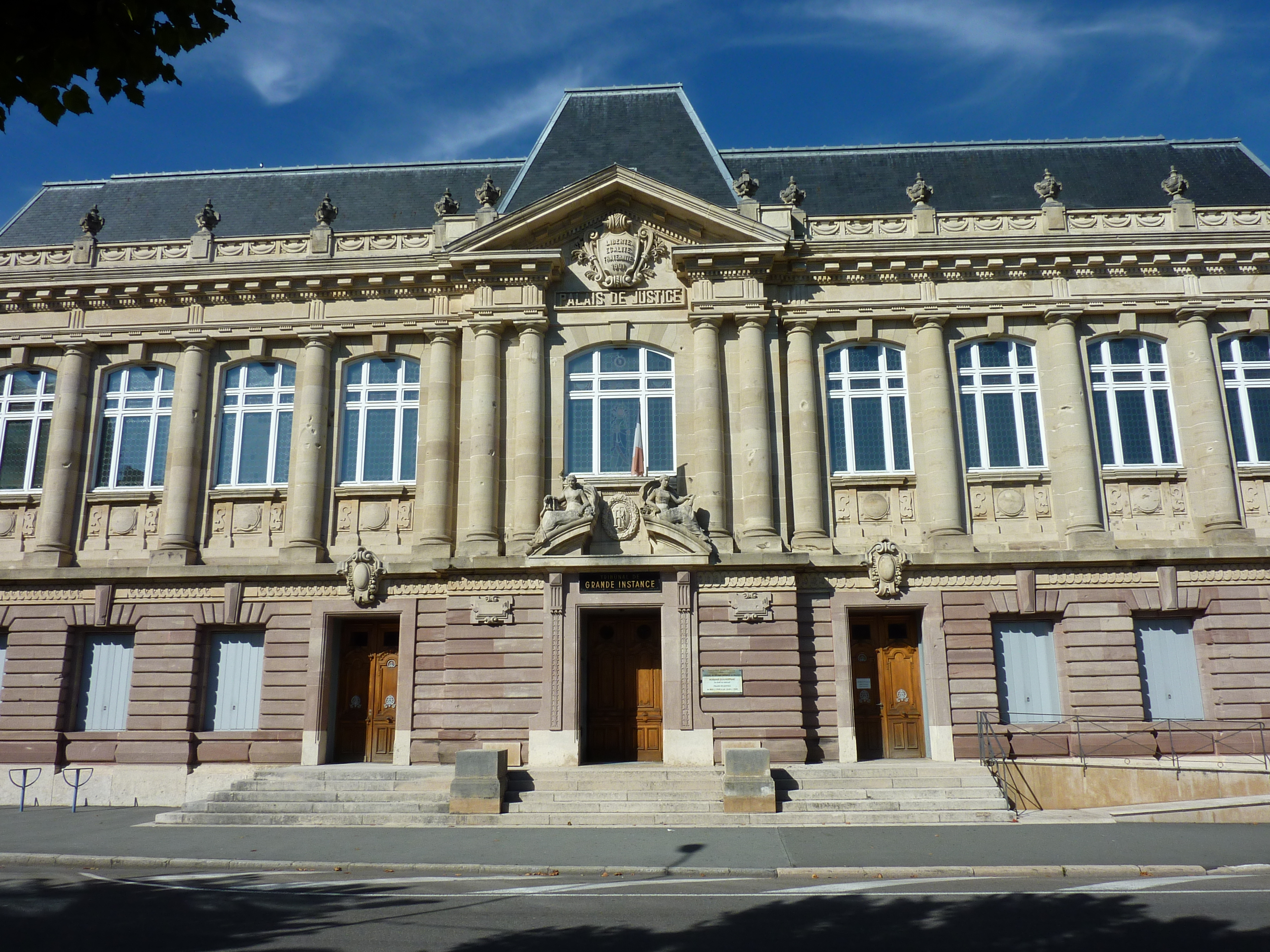
法院
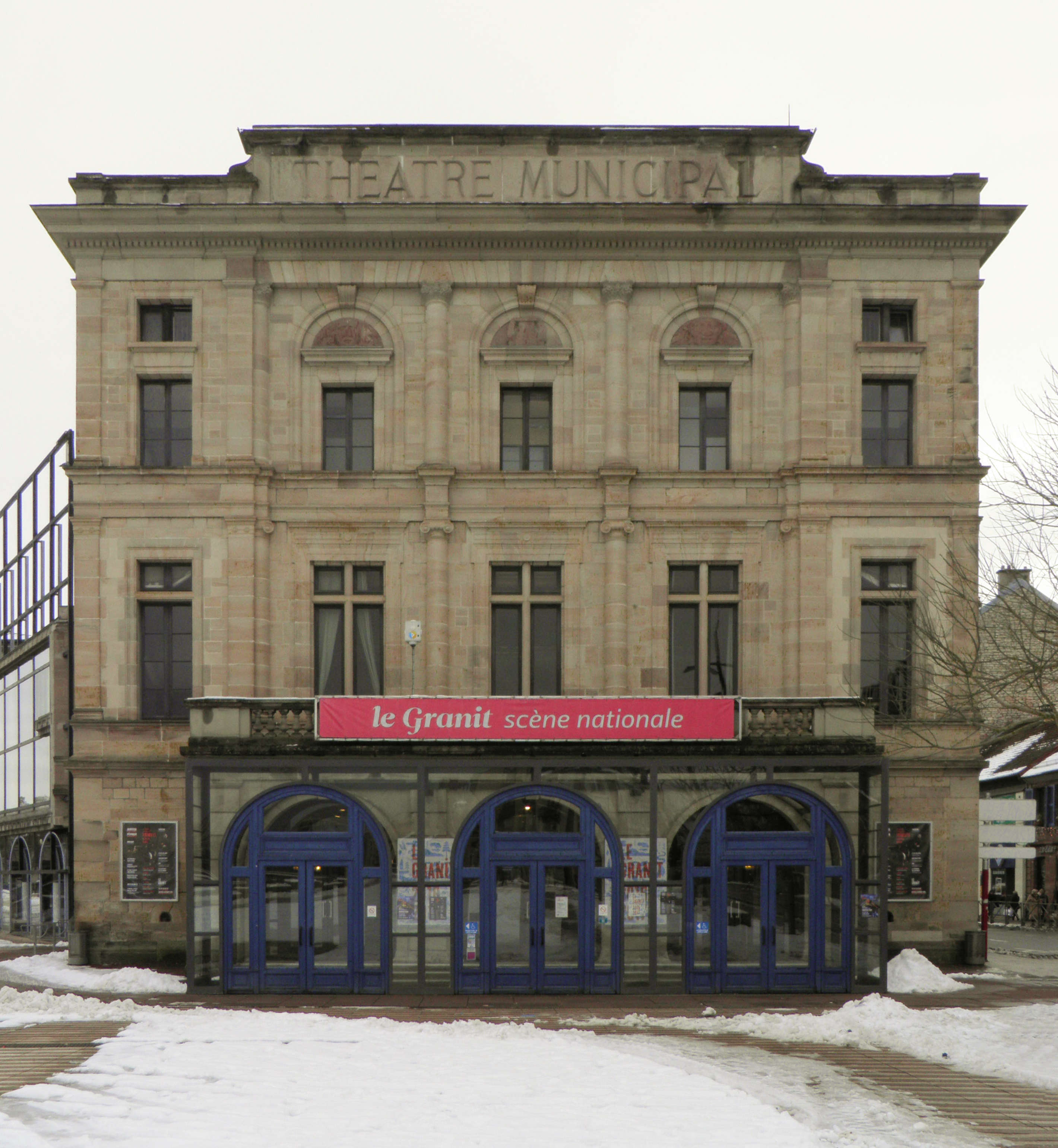
贝尔福大剧场

### 旅游
贝尔福之狮雕像为当地的标志性旅游景点，为纪念普法战争期间顽强抵抗外敌的当地居民而建。贝尔福城堡建成于17至19世纪间，自1907年起被列入法国国家文物保护单位。圣克里斯托夫教堂则是当地的重要宗教类建筑物，现为天主教貝爾福-蒙貝利亞爾教區的主教座堂。
2018年，贝尔福境内共有13个宾馆共计689家房间；另有1个露营地，可容纳共109辆露营车。

### 媒体
法国主要的媒体均可在贝尔福接收，法国电视三台下属的勃艮第-弗朗什-孔泰大区频道在部分时段播出贝尔福所属区域的地方新闻。

## 相关人物
法国诗人莱昂·德贝尔、政治人物让-皮埃尔·舍韦内芒、将军奥居斯坦·迪巴伊、地理学家安托万·巴伊、足球运动员迪米特里·列纳尔和桑津·普尔西奇出生于贝尔福。

## 对外交流
截止2020年1月30日，贝尔福共结有5座友好城市和4座合作交流城市：
| - 瑞士 德莱蒙 - 德国 莱昂贝格 - 乌克兰 扎波罗热 - 英格兰 斯塔福德 - 布吉納法索 坦金-达苏里 | - 摩洛哥 穆罕默迪耶 - 阿尔及利亚 布米尔达斯 - 巴勒斯坦 东耶路撒冷 - 巴勒斯坦 希伯仑 |